# Avenue Roger-Salengro (Chaville)
Pour les articles homonymes, voir Avenue Roger-Salengro.
L'avenue Roger-Salengo est l'artère principale de la commune de Chaville, dans les Hauts-de-Seine.
Elle présente la particularité d'être numérotée au-delà du numéro 2061.

## Situation et accès

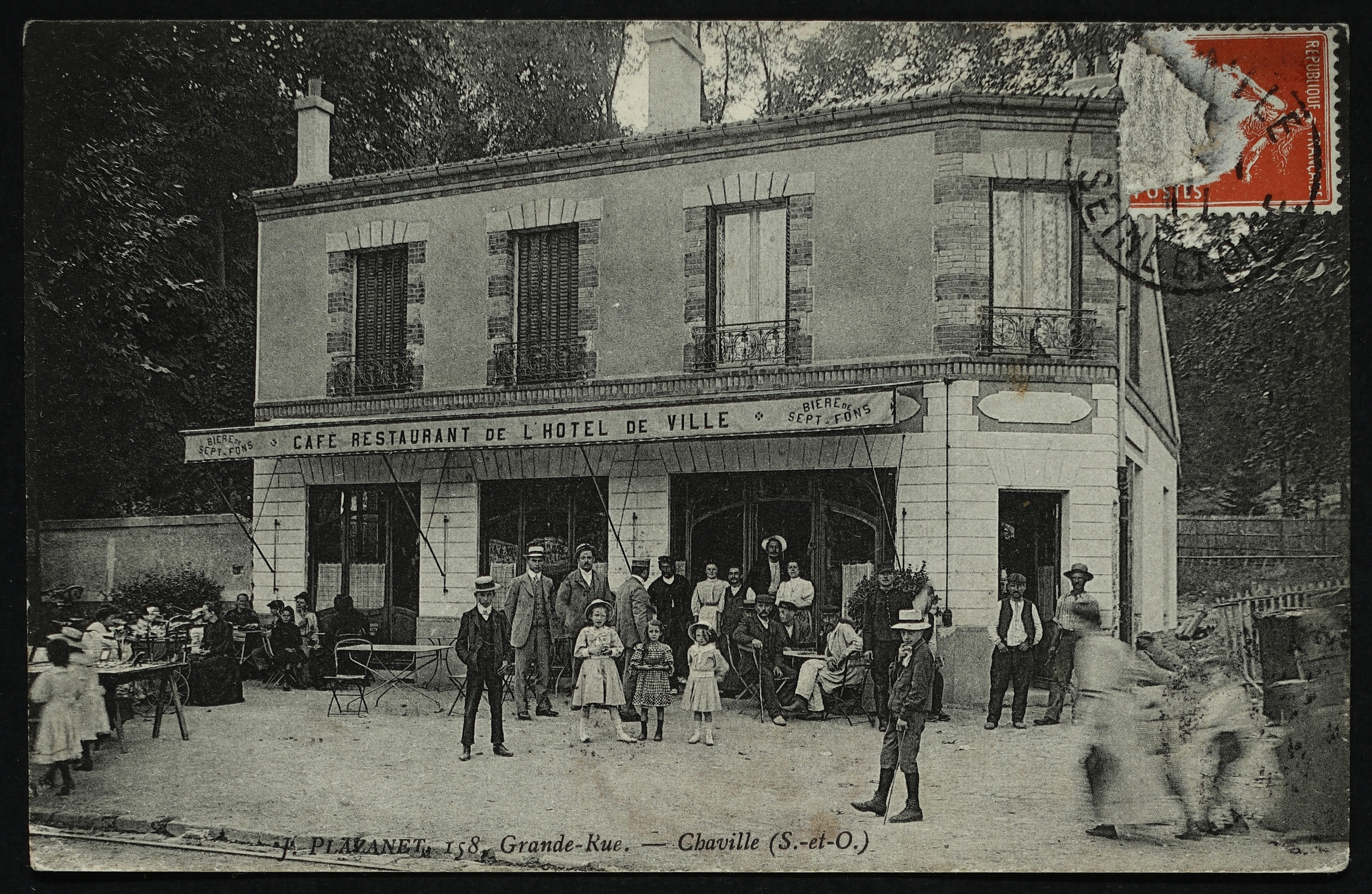
Au 158, restaurant J. Plazanet.

L'avenue Roger-Salengro descend une longue vallée qui mène des hauteurs de Viroflay à la Seine. Partant du sud-ouest, elle traverse le lieudit nommé « La Pointe de Chaville », où convergent l'avenue Lazare-Hoche, l'avenue Talamon, l'avenue Sully et le pavé des Gardes. Elle croise ensuite, entre autres, le carrefour de l'avenue de la Résistance, du boulevard de la République et de la rue Anatole-France. Elle marque ensuite le début de la rue Carnot.
Cette avenue est accessible par la gare de Chaville-Rive-Droite, sur la ligne de Paris-Saint-Lazare à Versailles-Rive-Droite et par la gare de Chaville-Rive-Gauche, sur la ligne de Paris-Montparnasse à Brest.

## Origine du nom
Cette avenue porte le nom de l'homme politique Roger Salengro (1890-1936).

## Historique

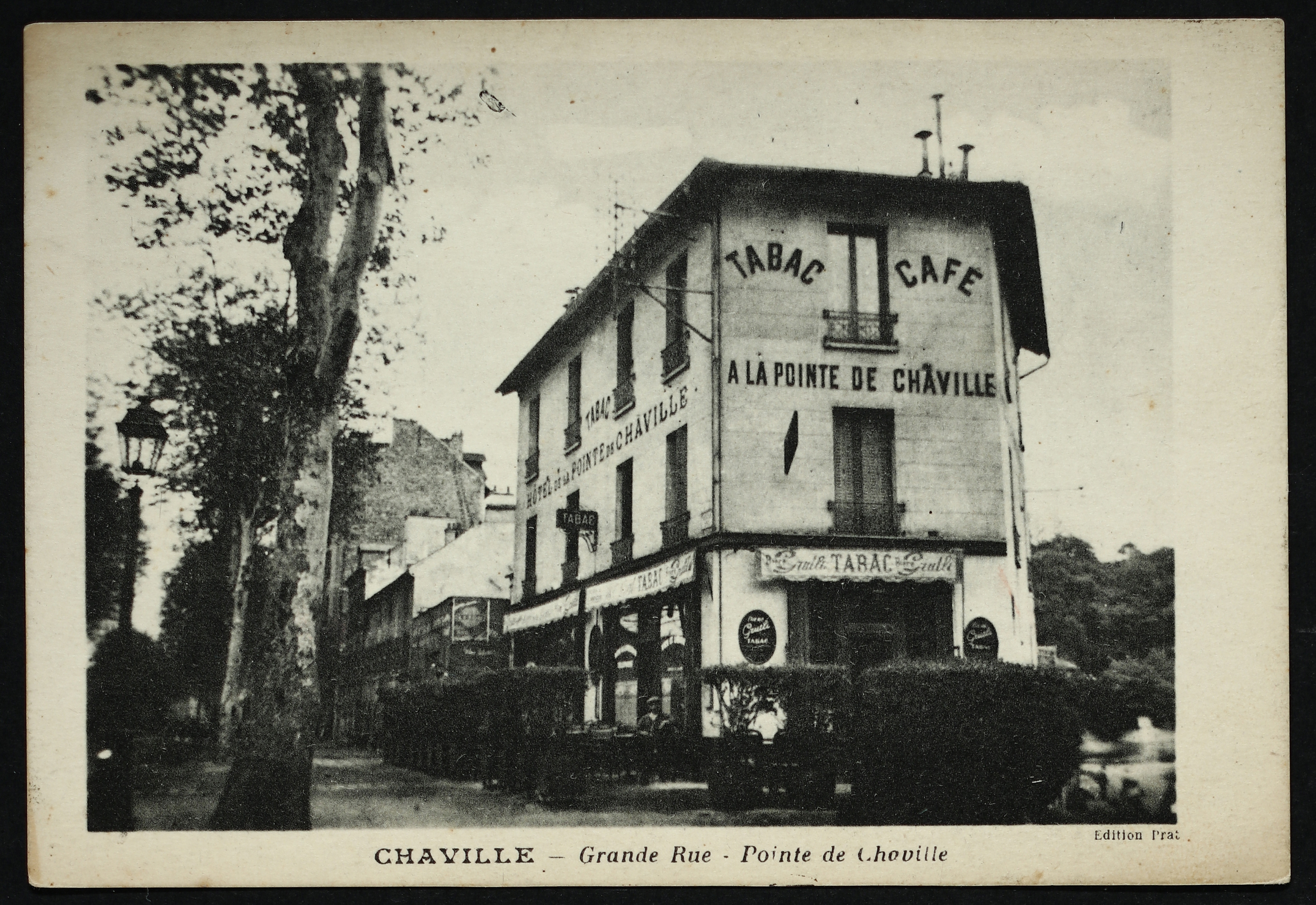
À la pointe de Chaville, tabac-café.

Cette route autour de laquelle Chaville est étalée permettait, en venant de Versailles par la Pointe de Chaville, de se rendre à Paris par le pavé des Gardes, chemin le plus direct, ou bien de descendre vers la Seine, en pente douce.

## Bâtiments remarquables et lieux de mémoire

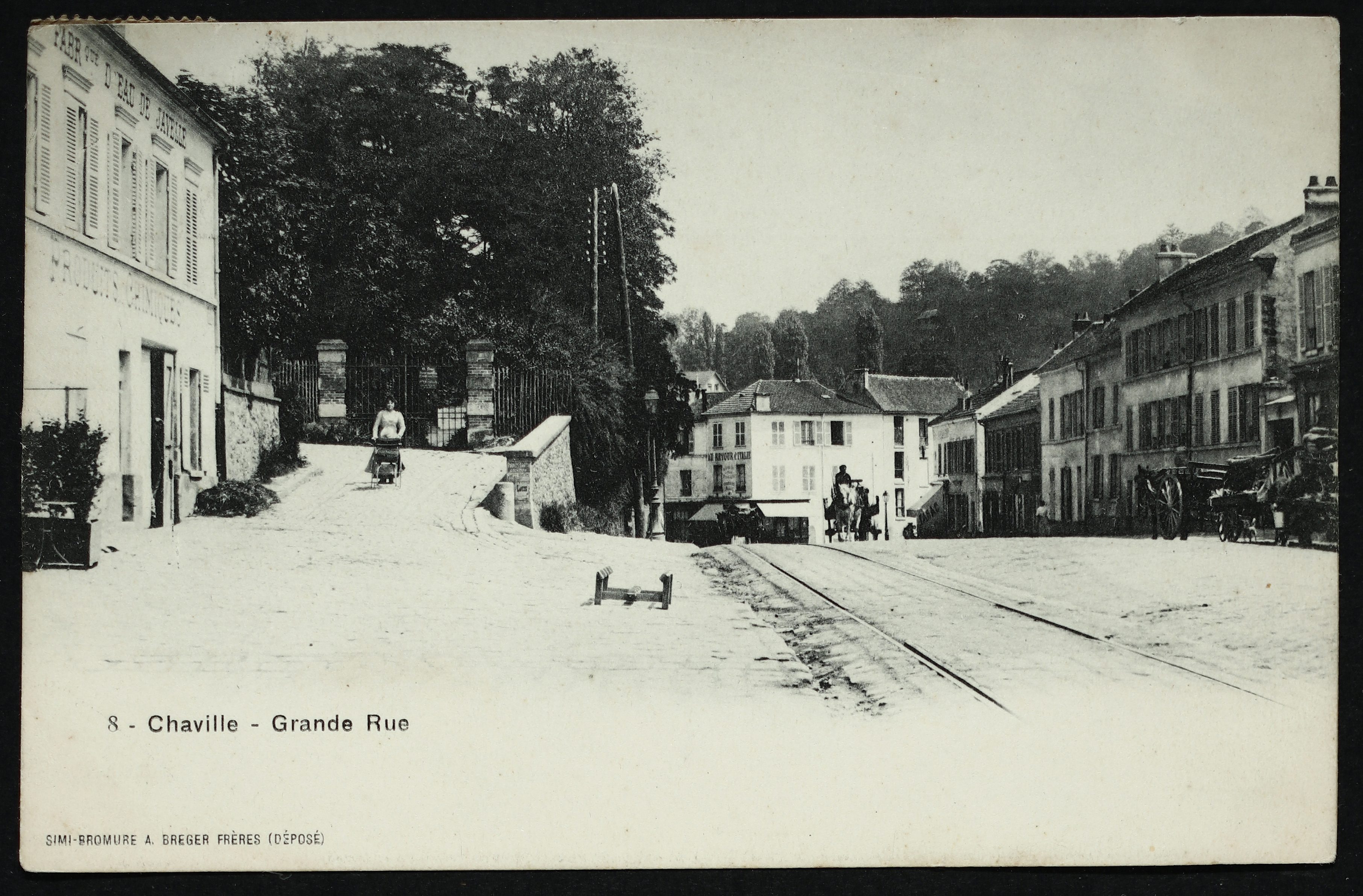
Grande-Rue - Ancienne Mairie.

- Église Notre-Dame-de-Lourdes de Chaville[3].
- Siège social de La Poste Mobile.
- Des scènes du film Le Placard y ont été tournées en 2000.
- Marguerite Charpentier, militante du logement social, y ouvrit un foyer dans les années 1950.
- Central téléphonique Gambetta, indicatif GAM.
- Institut Saint-Thomas-de-Villeneuve[4], créé en 1856 grâce à un don du comte d'Erceville[5].
- Emplacement de l'ancienne mairie de Chaville[6].